# ماتياس ميجويز
ماتياس ميجويز (بالإسبانية: Matías Míguez)‏ هو لاعب كرة قدم أرجنتيني في مركز الدفاع، ولد في 9 فبراير 1994 في الأرجنتين. لعب مع ديبورتيفو إسبانول.

## وصلات خارجية
- ماتياس ميجويز على موقع Soccerway.com (الإنجليزية)